# Peter Schmidt (Fußballspieler, 1958)
Peter Schmidt (* 4. August 1958) ist ein deutscher ehemaliger Fußballspieler, der in den 1980er-Jahren für die Betriebssportgemeinschaft (BSG) Sachsenring Zwickau in der DDR-Oberliga, der höchsten Liga im DDR-Fußball, spielte.

## Sportliche Laufbahn
Die BSG Sachsenring Zwickau nahm Peter Schmidt 1972 als 14-Jährigen in die Nachwuchsabteilung auf. Schon in der Saison 1975/76 bestritt Schmidt mit Sachsenring II in der zweitklassigen DDR-Liga seine ersten zwei Punktspiele im Männerbereich. Anschließend wurde die 2. Mannschaft der BSG Sachsenring in die neu gegründete Nachwuchsoberliga überführt, in der Schmidt drei Spielzeiten lang aktiv war. 1976/77 und 1977/78 gehörte er zum Spielerstamm und wurde stets in der Abwehr eingesetzt. Zur Saison 1978/79 wurde Schmidt für den Kader der 1. Mannschaft nominiert, wurde in der Oberliga aber nicht eingesetzt. Stattdessen wurde er weiterhin in der Nachwuchsmannschaft aufgeboten. Im November 1978 wurde er für 18 Monate zum Wehrdienst in der Nationalen Volksarmee eingezogen. 
Nach seiner Entlassung kehrte Schmidt zu Sachsenring Zwickau zurück und wurde wieder in das Oberligaaufgebot eingereiht. Zwischen dem 3. und 18. Spieltag bestritt er als Abwehrspieler 14 Oberligaspiele, pausierte danach aber bis zum Saisonende. 1981/82 übernahm mit Gerald Kunstmann ein neuer Trainer die Oberligamannschaft. Auch er plante mit Schmidt in der Verteidigung und setzte ihn gleich im 1. Oberligaspiel ein. Die Begegnung beim FC Carl Zeiss Jena geriet zum Fiasko und endete mit einer 0:6-Niederlage. Nach dem 0:4 in der 61. Minute nahm der Trainer Schmidt vom Feld. Dieser kam danach nur noch unregelmäßig in der Oberliga zum Einsatz, u. a. auch als Mittelfeldspieler. Insgesamt wurde er nur in zehn Punktspielen aufgeboten. 1982/83 gehörte Peter Schmidt zwar offiziell noch zum Oberligakader, kam aber nur noch zu einem Oberligaeinsatz, am 7. Spieltag als Mittelfeldspieler. 
Nach 25 Oberligaspielen in drei Spielzeiten ohne Torerfolg für die BSG Sachsenring Zwickau beendete Peter Schmidt im Alter von 25 Jahren im Sommer 1983 seine Laufbahn im Oberligafußball. Er schloss sich dem DDR-Liga-Aufsteiger BSG Fortschritt Weida an, für den er von 22 Punktspielen 17 Begegnungen bestritt. Es hätten mehr sein können, doch am 18. Spieltag wurde er wegen eines Fouls vom Platz gestellt und blieb bis zum Saisonende gesperrt. Die BSG Fortschritt musste bereits nach einer Saison wieder in die Bezirksliga absteigen. Schmidt blieb noch bis 1988 bei Fortschritt Weida. Er war noch an der Bezirksmeisterschaft 1985 beteiligt, die aber nicht zum Aufstieg führte.